# Frederic William Madden
Frederic William Madden (* 9. April 1839 in London; † 21. Juni 1904 in Brighton) war ein britischer Numismatiker und Bibliothekar.

## Leben
Frederic William Madden war das älteste von sechs Kindern des Ehepaars Frederic Madden und Emily Sarah geb. Robinson. 
Nach dem Besuch der Merchant Taylors’ School, St. Paul’s School und Charterhouse School begann er kein Studium, sondern war seit 1858 als Assistent der Altertümerabteilung des Britischen Museums tätig. Nachdem diese 1861 geteilt wurde, arbeitete er in der Abteilung für Münzen und Medaillen. Er erwarb sich im Lauf der Zeit einige Bekanntheit als Numismatiker. Seine Karriere erlitt 1868 einen abrupten Bruch: 1864 hatte Edward Wigan seine bedeutende antike Münzsammlung dem Museum geschenkt, und Madden behielt einige Duplikate in seiner Privatwohnung, die er schließlich verkaufte. Wigan betrachtete dies als ein Missverständnis, aber das Bekanntwerden der Transaktion hatte 1868 Maddens Kündigung zur Folge. Er erstellte danach Kataloge für Münzausstellungen, war ab 1874 als Sekretär am Brighton College angestellt und war von 1888 bis 1902 leitender Bibliothekar der Stadtbibliothek Brighton. 1896 wurde Madden mit der Medaille der Royal Numismatic Society ausgezeichnet.
Frederic William Madden war verheiratet mit Elizabeth Sarah Rannie; das Ehepaar hatte vier Kinder.

## Werk
Als Sekretär der Londoner Numismatischen Gesellschaft war Madden über mehrere Jahre Herausgeber des Numismatic Chronicle, zu dem er zahlreiche Artikel beisteuerte.
Maddens Hauptwerk war Coins of the Jews (1881), der zweite Band der International Numismata orientalia. Eine Vorarbeit hierzu stellt A History of Jewish Coinage (1864) dar, bis Mitte des 20. Jahrhunderts das Standardwerk für diesen Bereich der Numismatik.

## Veröffentlichungen (Auswahl)
- History of Jewish coinage and of money in the Old and New Testament, London 1864. (Digitalisat)
- Coins of the Jews, London 1881. (Digitalisat)